# Carphoborus perrisi
Carphoborus perrisi là một loài côn trùng trong họ Curculionidae. Loài này được Chapuis miêu tả khoa học đầu tiên năm 1869.
Đây là loài gây hại phát triển phổ biến ở Uzbekistan.